# Południowa grań Siwego Wierchu

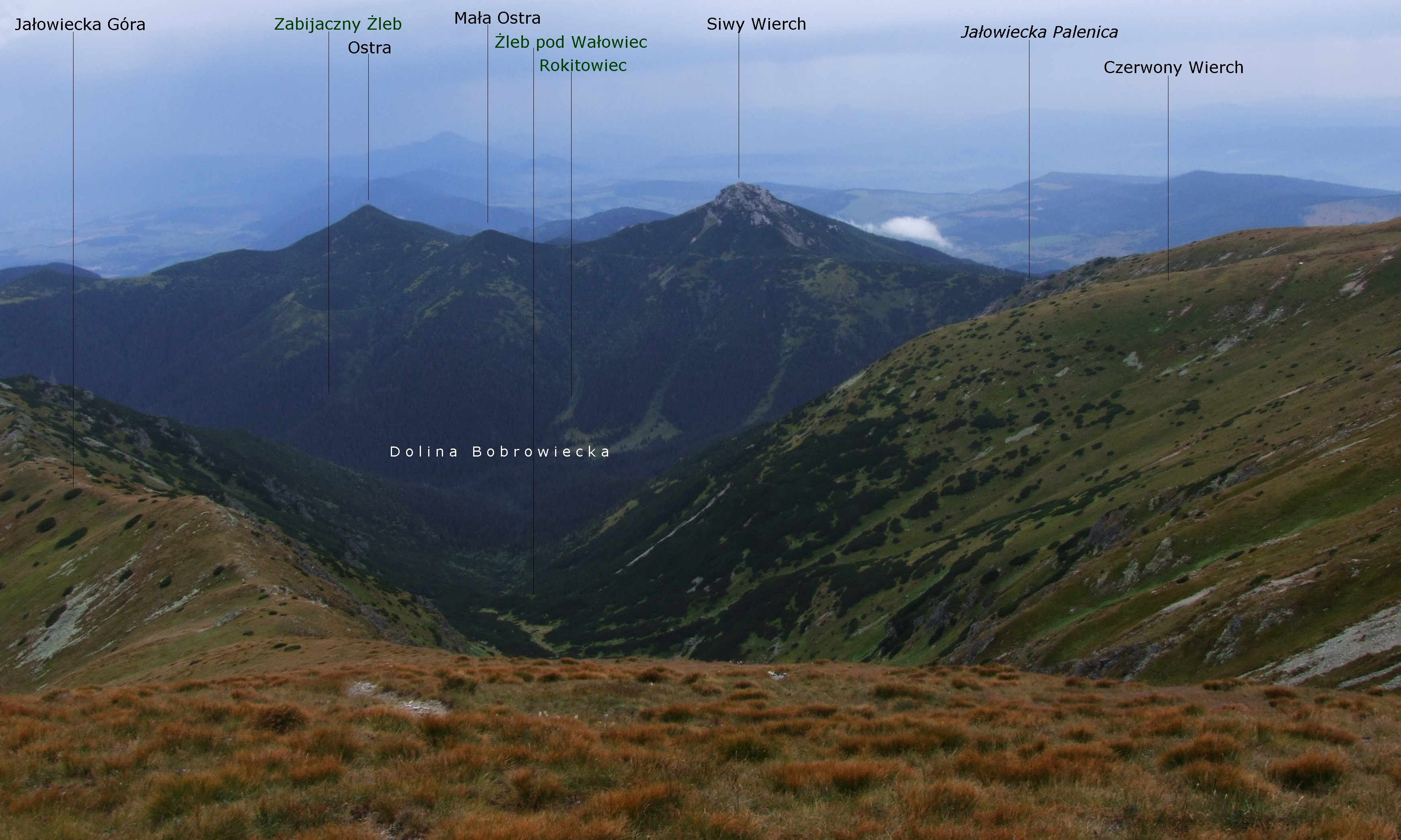
Fragment grani

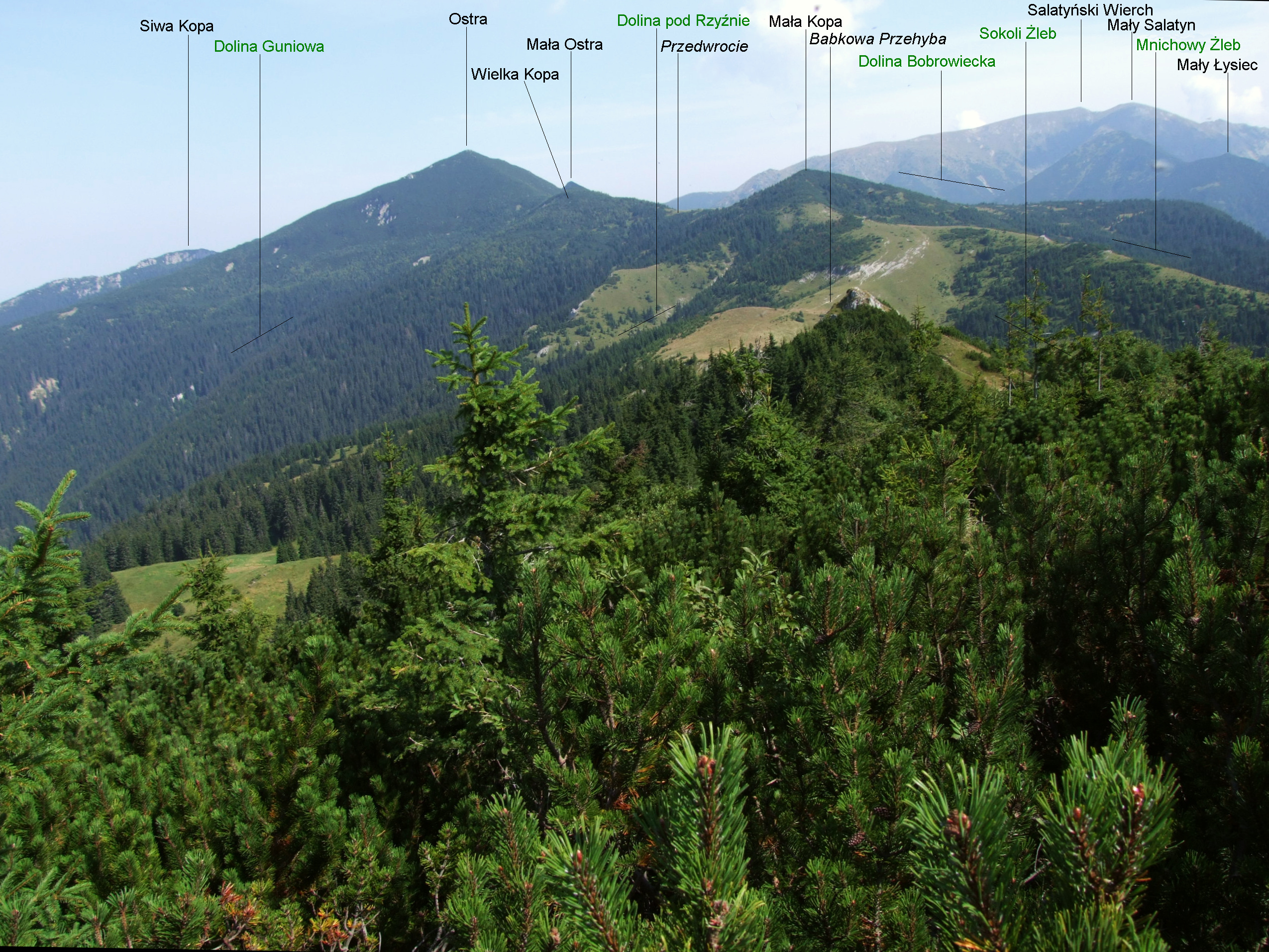
Fragment grani od Babek po Ostrą

Południowa grań Siwego Wierchu – boczna grań odchodząca na Siwym Wierchu (1805 m) od grani głównej Tatr Zachodnich w południowym kierunku. Oddziela od siebie dwie doliny walne; Dolinę Suchą Sielnicką (po zachodniej stronie grani) i Dolinę Jałowiecką z jej odnogą – Doliną Bobrowiecką Liptowską (po wschodniej stronie). Grań Siwego Wierchu opada do Kotliny Liptowskiej, po drodze tworząc kilka odgałęzień. Cała grań wraz z wszystkimi odgałęzieniami w całości znajduje się na Słowacji. Kolejno od północy na południe znajdują się w niej:
- Siwy Wierch (Sivý vrch), 1805 m
- Siwa Przehyba (Priehyba), 1655 m
- Mała Ostra (Malá Ostrá), 1703 m
- Przysłop (sedlo Prislop), 1680 m
- Ostra (Ostrá), 1764 m. Zwornik dla grzbietu Suchego Wierchu:
  - Sucha Przehyba (Sucha priehyba), 1451 m
  - Suchy Wierch (Suchý vrch), 1477 m
  - Suchy Groń (Suchý grúň)
- Wielka Kopa (Veľká kopa), 1648 m
- Przedwrocie (Predúvratie), 1585 m
- Mała Kopa (Malá kopa)  1637 m
- Babkowa Przehyba (Babková priehyba), 1491 m
- Babki (Babky), 1566 m. Rozgałęziają się na 3 grzbiety:
  - południowo-wschodni:
    - Szczawne (Štiavne)
    - Sokół (Sokol),1316 m
    - Krzywe (Krivé)

  - południowy:
    - Groń (Grúň)
    - Borowiny (Boroviny)

  - zachodni, rozgałęziający się na 2 grzbiety:
    - ramię południowo-zachodnie:
      - Straż (Stráž)
      - Rówień (Roveň)
      - Grochowisko (Hrachovisko)
      - przełęcz Ujście (Ústie, ok. 920 m)
      - Żarek (Žiarik, 944 m)

    - ramię zachodnie – Fatrowa (Fatrová), 1446 m rozgałęziająca się na 3 grzbiety:
      - grzbiet z wierzchołkiem Opalenica (Opálenica), 1274 m
      - Jameszowiec (Jamešovec)
      - Omalenik (Omáleník). Rozgałęzia się na 2 grzbiety:
        - Dobroszowy Groń (Grúň Dobrošovo)
        - Kamienny Groń (Kamenný Grúň)

## Szlaki turystyczne
zielony: rozdroże pod Tokarnią – rozdroże pod Babkami – Babki – Przedwrocie – Siwy Wierch.  Czas przejścia: 4:50 h, ↓ 4 h